# Nicola Lagioia

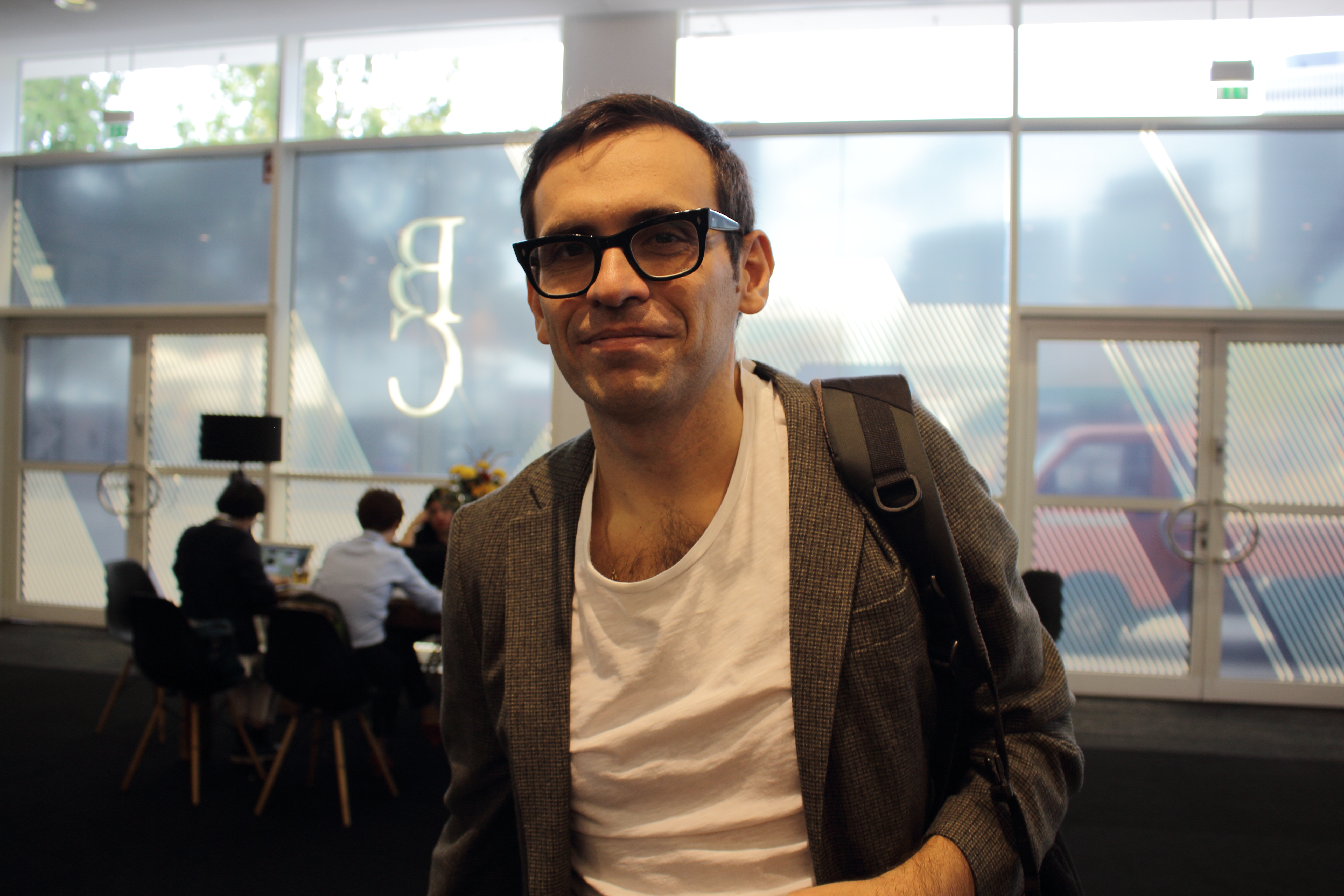
Nicola Lagioia

Nicola Lagioia (geboren 18. April 1973 in Bari) ist ein italienischer Schriftsteller.

## Leben
Nicola Lagioia veröffentlichte 2001 seinen ersten Roman Tre sistemi per sbarazzarsi di Tolstoj. Gemeinsam mit Francesco Longo, Francesco Pacifico und Christian Raimo schrieb er 2005 im Autorenkollektiv unter dem Namen Babette Factory die Erzählung Dopo Cristo.
2010 erhielt er für den Roman Riportando tutto a casa den Premio Vittorini, den Premio Volponi sowie den Premio Viareggio. Im Jahr 2015 wurde er für La ferocia mit dem Premio Strega ausgezeichnet.
Lagioia arbeitet als Lektor des italienischen Programms des Verlags minimum fax und lebt in Rom. Von 2013 bis 2015 war er Mitglied der Auswahljury der Internationalen Filmfestspiele von Venedig. 2016 wurde er als Direttore Editoriale in die Leitung des Salone Internazionale del Libro von Turin berufen.

## Werke (Auswahl)
- mit Andrea Piva unter dem Namen Aldo Dieci: Route 66. Castelvecchi, 1999
- Tre sistemi per sbarazzarsi di Tolstoj (senza risparmiare se stessi). Roman. Rom: minimum fax, 2001
- Occidente per principianti. Roman. Turin: Einaudi, 2004
- mit Christian Raimo (Hrsg.): La qualità dell’aria. Anthologie von Kurzgeschichten. 2004
- mit Francesco Longo, Francesco Pacifico, Christian Raimo unter dem Namen Babette Factory: Dopo Cristo. Rom: Einaudi, 2005
- Babbo Natale. Essays. Rom: Fazi, 2005
- Fine della violenza. Erzählung. Psiche e Aurora editore, 2005
- Riportando tutto a casa. Roman. Turin: Einaudi, 2009
- Un altro nuotatore. Erzählung. Mailand: Feltrinelli, 2012, ISBN 978-88-588-5040-4
- I miei genitori. Erzählung. Turin: Einaudi, 2013, ISBN 978-88-584-0756-1
- La ferocia. Roman. Turin: Einaudi, 2014
  - Eiskalter Süden. Roman. Übersetzung Monika Lustig. Zürich: Secession Verlag für Literatur, 2016, ISBN 978-3-905951-89-9
- La città dei vivi. Roman. Turin: Einaudi 2020, ISBN 978-88-06-23333-4
  - Die Stadt der Lebenden. Roman. Übersetzung Verena von Koskull. München: btb Verlag, 2023, ISBN 978-3-442-75960-6[2]